# Gyranthera
Gyranthera är ett släkte av malvaväxter. Gyranthera ingår i familjen malvaväxter.
Kladogram enligt Catalogue of Life:
| Gyranthera | \| \| Gyranthera caribensis \| \| \| \| \| \| Gyranthera darienensis \| \| \| \| |
|            | \| \| Gyranthera caribensis \| \| \| \| \| \| Gyranthera darienensis \| \| \| \| |
|            | Gyranthera caribensis                                                            |
|            |                                                                                  |
|            | Gyranthera darienensis                                                           |
|            |                                                                                  |

## Bildgalleri

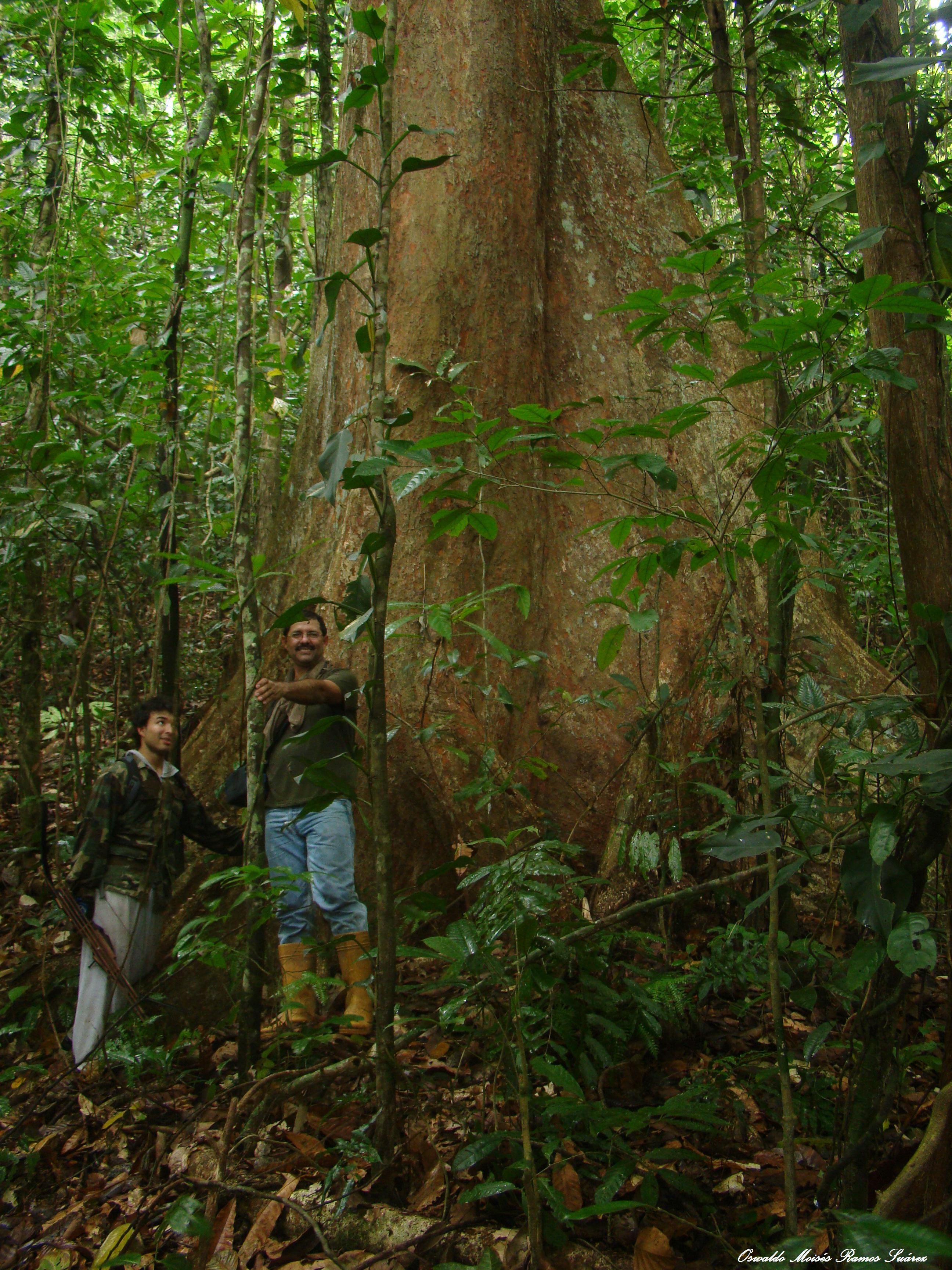